# Transamerica
Transamerica is een Amerikaanse film uit 2005 geregisseerd en geschreven door Duncan Tucker. Ze werd bij de Oscars 2006 genomineerd voor de prijs voor beste hoofdrolspeelster (Felicity Huffman) en die voor beste lied (Dolly Partons Travelin' Thru).
De film won meer dan 25 andere filmprijzen daadwerkelijk, waaronder een Golden Globe (Huffman), twee Independent Spirit Awards (voor Huffman en voor het scenario), een Satellite- en een National Board of Review Award (beide voor Huffman).

## Verhaal
Sabrina 'Bree' Osbourne is een transgender vrouw die naar planning over een week onder het mes gaat om officieel vrouw te worden. Dan krijgt ze een telefoontje en komt ze erachter dat ze een zeventienjarige zoon heeft en dat hij in de gevangenis zit. Hoewel ze zich al bijna haar hele leven vrouw voelt, heeft ze deze verwekt tijdens die ene keer dat ze nog als Stanley seks met een vrouw had. Het meisje in kwestie en de moeder van de jongen is inmiddels overleden.
Osbournes psycholoog weigert haar toestemming te verlenen om onder het mes te gaan, voordat ze alles op een rijtje heeft. Ze reist daarom naar New York om zijn borgtocht te betalen. Daar komt ze erachter dat zoon Toby een drugsverslaafde is en zijn lichaam aan mannen verkoopt om aan geld te komen. Zijn moeder pleegde zelfmoord en hij liep weg bij zijn stiefvader. Osbourne vertelt niet dat ze zijn vader is, maar doet zich voor als een christelijke missionaris en biedt hem een rit aan naar Los Angeles. Toby wil daar een baan krijgen in de porno-industrie. Wat hij niet weet, is dat Osbourne hem stiekem wil achterlaten bij zijn stiefvader. Wanneer ze hier aankomen, slaat Toby op tilt en blijkt hij als kind misbruikt te zijn door zijn stiefvader.
Osbourne neemt hem daarop alsnog mee naar Los Angeles. Onderweg komt Toby er per ongeluk achter dat Bree geen biologische vrouw is. Hij wordt razend op haar omdat ze hierover loog. Dat ze geboren is als man, maakt hem niet uit. Wanneer hun auto wordt gestolen, zitten ze zonder geld en nog erg ver weg van Los Angeles. Toby belooft Osbourne zijn drugs te verkopen. In werkelijkheid verkoopt hij zichzelf aan een man om wat geld te verdienen. Ze krijgen vervolgens een rit aangeboden van een vriendelijke man naar Phoenix, waar Osbournes ouders wonen. Hier schokt ze haar ouders met het feit dat ze de transitie van man naar vrouw daadwerkelijk doormaakt. Haar ouders bieden haar geld aan om terug naar Los Angeles te gaan op voorwaarde dat Toby bij hun mag wonen. Toby vraagt zich af waarom ze zo aardig voor hem zijn. Uiteindelijk onthult Osbourne dat ze eigenlijk zijn vader is. Toby probeerde Osbourne net daarvoor nog te zoenen en wordt razend, waarop hij opnieuw wegloopt.
Osbourne gaat alleen terug naar Los Angeles en wordt officieel een vrouw. Dagen later klopt haar zoon weer aan de deur, die nu in een homoseksuele pornofilm speelt. Hij zegt haar korting te willen geven wanneer de film uitkomt. Hiermee probeert hij te zeggen dat hij spijt heeft en haar werkelijk respecteert.

## Rolverdeling
- Felicity Huffman - Bree Osbourne
- Kevin Zegers - Toby
- Fionnula Flanagan - Elizabeth
- Elizabeth Peña - Margaret
- Graham Greene - Calvin
- Burt Young - Murray
- Carrie Preston - Sydney